# Chéronnac
Chéronnac is een gemeente in het Franse departement Haute-Vienne (regio Nouvelle-Aquitaine) en telt 305 inwoners (2005). De plaats maakt deel uit van het arrondissement Rochechouart.

## Geografie
De oppervlakte van Chéronnac bedraagt 18,8 km², de bevolkingsdichtheid is 16,2 inwoners per km².
De onderstaande kaart toont de ligging van Chéronnac met de belangrijkste infrastructuur en aangrenzende gemeenten.

## Demografie
Onderstaande figuur toont het verloop van het inwonertal (bron: INSEE-tellingen).